# Doug E. Doug
Doug E. Doug (New York, 7 januari 1970), geboren als Douglas Bourne, is een Amerikaans acteur, filmregisseur, filmproducent en scenarioschrijver.
Doug is het meest bekend van zijn rol als Griffin Vesey in de televisieserie Cosby waar hij in 94 afleveringen speelde.

## Biografie
Doug werd geboren in de borough Brooklyn van New York bij een Jamaicaanse vader en een Afro-Amerikaanse moeder.

## Filmografie

### Filmregisseur
- 2000, Citizen James
- 2017, Lil Girlgone
- 2022, In the Weeds, film

### Filmproducent
- 1993, Where I Live, televisieserie
- 2000, Citizen James, film
- 2009, Slap the Donkey, documentaire
- 2022, In the Weeds, film

### Scenarioschrijver
- 1990, The New Music Report, televisieserie
- 2000, Citizen James, film
- 2009, Slap the Donkey, documentaire
- 2017, Lil Girlgone, film
- 2022, In the Weeds, film

- Biblioteca Nacional de España: XX1104622
- Bibliothèque nationale de France: cb14172886k (data)
- Gemeinsame Normdatei: 1061695948
- International Standard Name Identifier: 0000 0000 8186 808X
- Library of Congress Control Number: no99031302
- Nederlandse Thesaurus van Auteursnamen: 110592859
- Virtual International Authority File: 117654960
- WorldCat: E39PBJqbhdQ46CMWBkpBMhhPwC